# Vandeleuma vasconicum
Vandeleuma vasconicum är en mångfotingart som beskrevs av Jean-Paul Mauriès 1966. Vandeleuma vasconicum ingår i släktet Vandeleuma och familjen Vandeleumatidae. Inga underarter finns listade i Catalogue of Life.